# Ana Pauker
Ana Pauker, ursprungligen Hannah Rabinsohn, 13 februari 1893 i Vaslui, död 14 juni 1960 i Bukarest, var en rumänsk politiker. Hon var utrikesminister i Rumänska folkrepubliken 1947–1952, samt Rumänska kommunistpartiets inofficiella ledare under åren efter andra världskriget. Hon var den första kvinnliga utrikesministern i Rumänien, och även i resten av världen.

## Bakgrund
Ana Pauker var dotter till fattiga judiska föräldrar från Ukraina, Sarah och (Tsvi-)Hersh Kaufman Rabinsohn. Hon arbetade i sin ungdom som lärare i en judisk grundskola i Bukarest, och gifte sig 1921 med Marcel Pauker. Ana Pauker blev medlem i Rumäniens socialistiska parti 1918 och tillhörde tillsammans med sin make dess bolsjevikfraktion, som 1921 tog makten i partiet och anslöt det till Komintern som Rumänska kommunistpartiet. Efter att flera gånger ha gripits för sina politiska aktiviteter gick paret i exil 1926, och arbetade därefter för Komintern i Berlin, Paris och Wien samt på Balkan.
År 1935 återvände Pauker till Rumänien, och greps kort därefter igen. Hon ställdes inför rätta tillsammans med ledande kommunister som Alexandru Moghioroş och Alexandru Drăghici och blev dömd till 10 års fängelse. Hon utväxlades dock 1941 till Sovjetunionen, i utbyte mot flera rumänska medborgare som fängslats efter den sovjetiska annekteringen av Bessarabien året dessförinnan. Därmed undgick hon de judeförföljelser som strax därpå genomfördes i Rumänien genom dess allians med Nazityskland. Maken avrättades i Sovjetunionen under Josef Stalins utrensningar 1938; Ana Pauker ryktades senare ha angett honom som trotskist, men enligt dokumenten vägrade hon tvärtom upprepade gånger att göra det. I Moskva blev Pauker invald i Kominterns exekutivkommitté samt ledare för de rumänska exilkommunisterna, vilka blev kända som Moskvafraktionen.

## Politik
År 1944 återvände Pauker till Rumänien tillsammans med Röda armén, och blev 1947 utnämnd till landets utrikesminister. Hon blev därmed också världens första kvinnliga utrikesminister. Pauker var medlem i partiets centralkommittés sekretariat och räknades formellt som nummer två i ledarskapet, men ansågs i själva verket som partiledare de facto. Hon betraktades som Moskvas mest Stalintrogna aktör i Rumänien, och porträtterades 1948 i tidskriften Time som världens mäktigaste kvinna.
Ana Pauker betraktades som stalinist, men bedrev i själva verket en politik som flera gånger gick emot Kremls order. Hon motsatte sig 1949 byggandet av en kanal mellan Donau och Svarta havet, motsatte sig utrensningar av Rumäniens veteraner från spanska inbördeskriget och franska motståndsrörelsen, ansågs ha fördröjt rättegången mot den förre kommunistledaren Lucreţiu Pătrăşcanu, och upphävde och förhindrade den av Moskva initierade kollektiviseringen av jordbruket 1951. Hon stödde även judisk emigration till Israel 1950–1952 samt högre priser för livsmedel, trots att detta inte stöddes av Moskva. Hennes tid vid makten präglades dock också av hård repression mot oppositionella, och under 1949–1952 utfördes ökända experiment med hjärntvätt i Piteşti-fängelset.

## Avsättning
Genom sin olydnad mot Moskva, särskilt sitt motstånd mot kollektiviseringen, förlorade hon sitt stöd hos Stalin och anklagades för "kosmopolitanism". År 1952 reste Gheorghe Gheorghiu-Dej, ledare för det rumänska kommunistpartiets "nationella" fraktion eller fängelsefraktionen, till Moskva, där han anklagade Pauker, Vasile Luca och Teohari Georgescu för fraktionsintriger. I maj 1952 anklagades Pauker för illojalitet under ett möte med partiets politbyrå, och i september samma år avsattes hon från samtliga sina poster. Hon fängslades i februari 1953 och förhördes, men släpptes fri vid Stalins död samma år och sattes i husarrest. År 1954 blev hon frisläppt och tilläts arbeta som översättare för ett statligt förlag. Gheorghiu-Dej fruktade att Stalins efterträdare Nikita Chrusjtjov skulle försöka återinstallera henne som Rumäniens ledare, och hon anklagades därför 1956 för stalinism, trots att hon avsatts just på grund av bristande åtlydnad under Stalin. Pauker förklarade sig oskyldig och begärde utan framgång att återinstalleras som partimedlem. Hon avled i cancer 1960.